# Arethusinae
De Arethusinae vormen een subtribus van de Arethuseae, een tribus van de orchideeënfamilie (Orchidaceae).
De naam is afgeleid van het geslacht Arethusa.
De subtribus omvat vijf geslachten met negen soorten terrestrische orchideeën uit gematigde streken van Azië en Noord-Amerika.

## Taxonomie
De taxonomie van deze groep is steeds zeer omstreden geweest. De meest recente classificatie, op basis van DNA-onderzoek door van den Berg et al. in 2005 geeft de volgende vijf geslachten:
- Geslachten:
  - Anthogonium
  - Arethusa
  - Arundina
  - Calopogon
  - Eleorchis